# Teriyaki
Teriyaki (照り焼き, af teri, "glans" og yaku "grillere, stege") er en japansk måde at tilberede mad på, hvor fisk, kød (især oksekød eller fjerkræ) og grøntsager marineres med en speciel teriyaki-sovs og derefter grilles eller steges.
Teriyaki-sovs er en blanding af sojasovs, mirin eller sake og sukker eller honning og er ansvarlig for glansen, at kødet er mørt og rettens særlige smag. Den kan købes færdig i asiatiske butikker.
Ordet teriyaki er også blevet udbredt til at dække over vestlige og mexikanske retter, der tilberedes med denne sovs og teknik.